# Koninklijke Fabriek van Waskaarsen

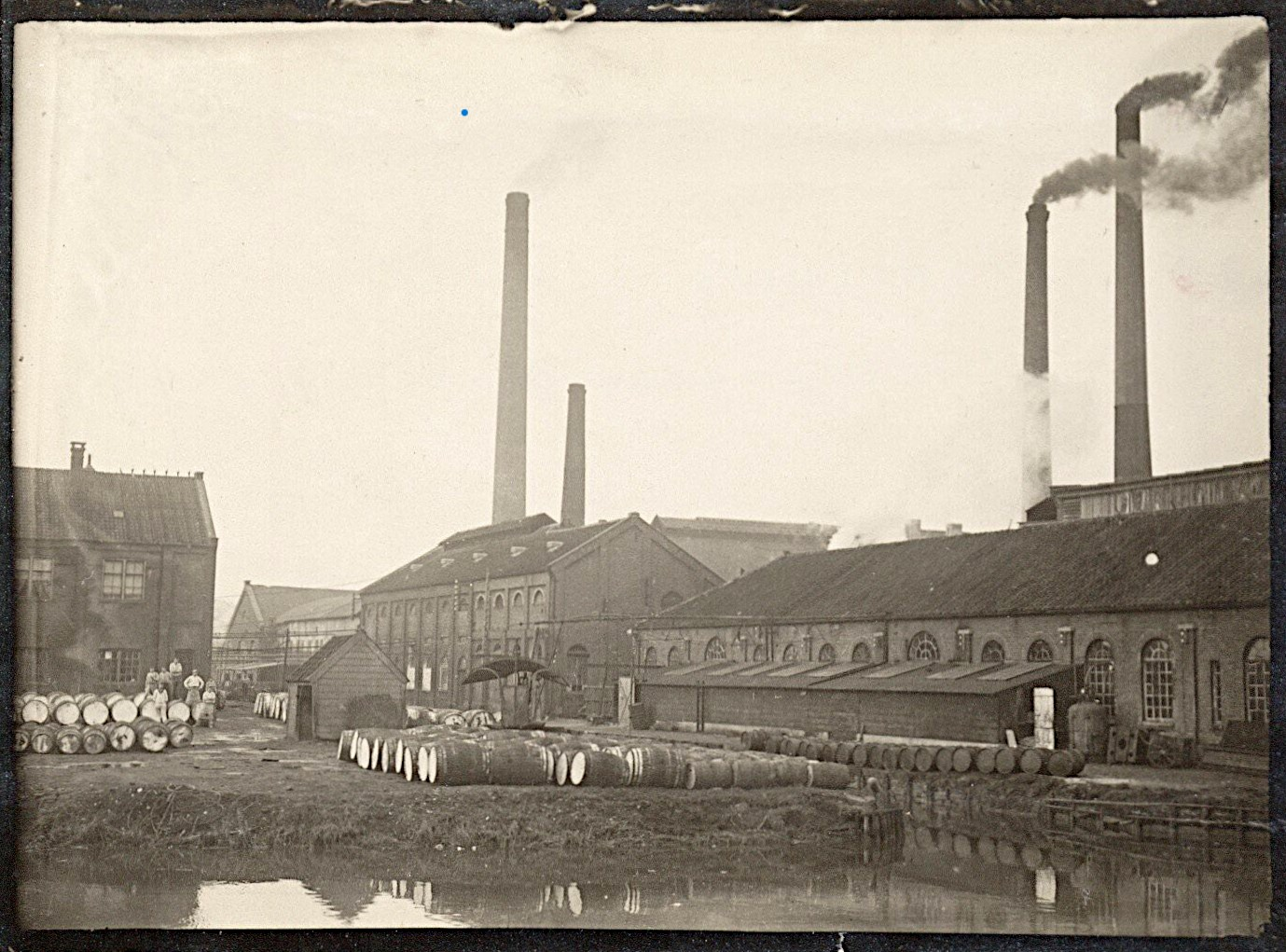
Foto der Wachskerzenfabrik am Boerenwetering (um 1900)

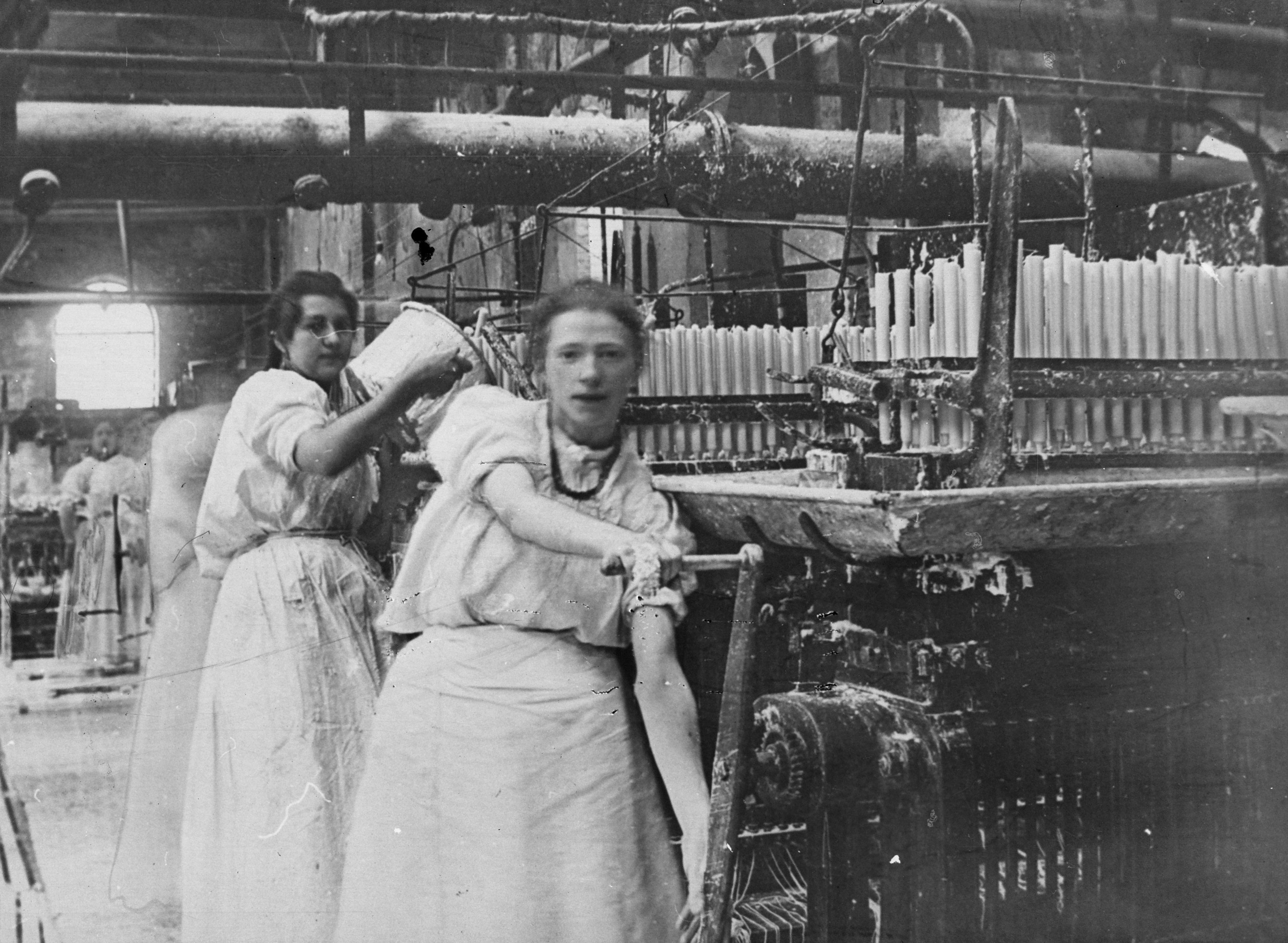
Frauen in der Gießerei einer niederländischen Kerzenfabrik (undat.)

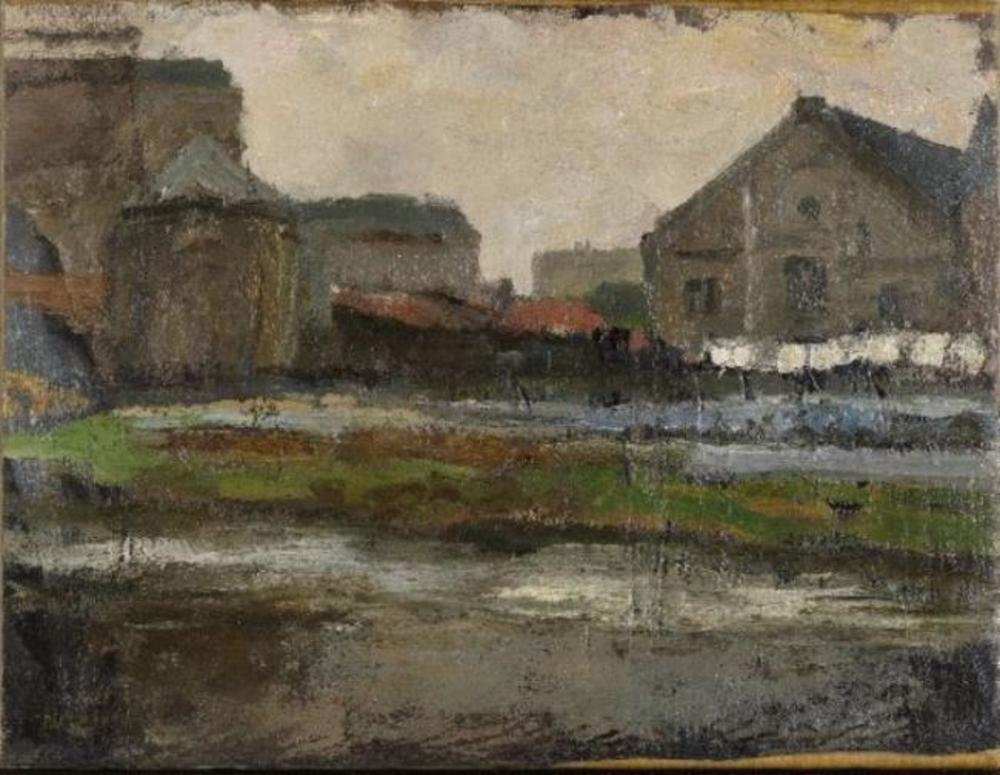
Piet Mondrian: Der Boerenwetering mit Fabrikschuppen (ca. 1895)

Die Koninklijke Fabriek van Waskaarsen (Königliche Wachskerzenfabrik) war eine niederländische Kerzen-Produktionsstätte an der Boerenwetering-Gracht im Stadtteil Amsterdam-Zuid. Sie wurde Anfang des 17. Jahrhunderts gegründet, 1833 von Philip Josef Faure erworben, 1839 von Nathan Diaz Brandon übernommen, 1883 liquidiert, 1906 vom Hauptkonkurrenten aufgekauft und im selben Jahr demontiert.
Seinen zeitweise großen Erfolg verdankte das Unternehmen der Entwicklung der Stearinkerze. In Spitzenzeiten produzierten 500 bis 600 Beschäftigte jährlich rund 11 bis 12 Mio. Gebinde. 1887 kam ans Licht, dass vor allem die weiblichen Mitarbeiter, von der Stadtbevölkerung abwertend Waspitten genannt, unter den herrschenden Arbeitsbedingungen litten. Die Stadtverwaltung wollte die Wachskerzenfabrik schon lange vor 1906 loswerden, da sie üble Gerüche emittierte und die Entwicklung der Gebäude an der Ostseite des Museumpleins behinderte. Heute ist das Gelände Hobbemakade 28–51 ein Wohnquartier.

## Faures Wachskerzenfabrik
1833 erwarb Philip Josef Faure von der Familie Van Laar für mindestens 10.000 Gulden die mehr als 200 Jahre alte, renommierte Wachsbleiche und Wachskerzenfabrik „De Honingbij“ (Honigbiene) am Stadtrand von Amsterdam. Faure ergriff sofort nach dem Kauf mehrere Initiativen. Er beantragte die Genehmigung zum Einbau einer Dampfmaschine, änderte den Namen der Fabrik in „De Bijenkorf“ (Bienenstock) und erwirkte von König Wilhelm I. die Erlaubnis zum Führen der Bezeichnung „Königlich“ im Unternehmensnamen. Dass sich seine Wachskerzen dennoch schlecht verkauften, ist auf den Preisdruck durch die Importe von Stearinkerzen und „Patentwachskerzen“ aus England, Frankreich, Deutschland und Belgien zurückzuführen. Auch der Wechsel zur Produktion gegossener Kerzen brachte keinen wirtschaftlichen Erfolg, sodass Faure sein Unternehmen 1839 für nur 2400 Gulden wieder veräußerte.

## Brandons Stearinkerzenfabrik
Über Zwischenhändler gelangte Faures Wachskerzenfabrik im April 1839 in die Hände des jüdischen Kaufmanns Nathan Diaz Brandon (1803–1874). Einer der Hauptgründe für seinen Kauf war die hervorragende Lage des weitläufigen Geländes. Es bot alle Möglichkeiten zur Erweiterung und besaß mit dem Boerenwetering-Kanal eine perfekte Anbindung. Im Sommer darauf unternahm Brandon eine Reise nach Paris, um sich direkt vor Ort über die Entwicklung der Stearinkerze und ihre Produktion zu informieren, möglicherweise dabei auch einige Experten und erfahrene Arbeiter anzuwerben. Kontinuierliche Investitionen und ein energisches Vorgehen gegen Wettbewerber sorgten für einen raschen Aufstieg. 1841 verlieh ihm die Nederlandsche Maatschappij ter bevordering van Nijverheid (Niederländische Gesellschaft zur Förderung der Industrie) eine Silbermedaille. Zum Zeitpunkt der Umwandlung in eine Offene Handelsgesellschaft (vennootschap onder firma) 1851 beschäftigte Brandon bereits 100 Arbeiter und kontrollierte mehr als drei Viertel des niederländischen Stearinkerzenmarktes.
Nach 1850 verdrängte die Stearinkerzenindustrie zusammen mit der Gas- und Lampenindustrie die traditionelle Kerzenherstellung innerhalb weniger Jahrzehnte vollständig. Die neuen Kerzen brannten länger, tropften nicht und entwickelten keinen Ruß. Zudem wurden sie immer erschwinglicher, was auf Neuheiten bezüglich des Materials und der Technik im Produktionsprozess zurückzuführen war: Reichlich verfügbares Palmöl ersetzte das herkömmliche Tierfett, Schwefelsäure den gelöschten Kalk bei der Verseifung. Als sich herausstellte, dass allein aus Pflanzenöl hergestellte Kerzen nicht die gewünschte Härte hatten, konnte das Problem durch ein Komposit aus Palmöl und Talg gelöst werden. Der Umstieg bei der Verseifung ergab eine deutliche Steigerung der Ausbeute.
Der Ersatz von Tierfett durch Palmöl hat einen politischen Hintergrund: Anders als zum Beispiel in Frankreich waren große, stadtnahe Schlachthöfe in den Niederlanden verboten. Der unverzichtbare Rohstoff Palmöl kam aus den Kolonien, wurde in großem Umfang nach Amsterdam und Rotterdam verschifft und ging größtenteils als „hitzebeständige“ Kerzen zurück. Im Inland wurden nur etwa 20 Prozent des importierten Palmöls verbraucht.
Eine bedrohliche Konkurrenzsituation veranlasste Brandon 1857 zur Expansion. Da Innovationen bei den Verseifungsmethoden und den Rohstoffen zudem höhere Investitionen erforderten, beschloss der Firmeninhaber im Oktober die Gründung einer Aktiengesellschaft. 1866 wählten die Aktionäre den Ingenieur Lodewijk A.H. Hartogh einstimmig zum dritten Direktor neben den Brüdern Brandon. Unter seiner Leitung erfuhr die NV Koninklijke Fabriek van Waskaarsen ein enormes Wachstum. Die Produktion stieg innerhalb von zwei Jahren von 3,6 auf 11 Millionen Packungen Kerzen (1870–1872). 1874 produzierten rund 500 Personen etwa 12 Millionen Packungen. Auslöser für den kurz danach beginnenden Niedergang war wahrscheinlich eine hohe Verschuldung durch den Börsenkrach von 1873. 1883 kam es dann zur Liquidation. 1906 erhielt der Hauptgläubiger, das Kölner Bankhaus Sal. Oppenheim, 900.000 Gulden als Ablösesumme. Noch im selben Jahr wurde die Fabrik demontiert und die „königliche“ Stearinkerzenproduktion in Gouda konzentriert.
Neben Fotos existieren auch einige Dokumente von Künstlerhand: Herman Misset fertigte im letzten Jahr ihres Betriebs zwei Zeichnungen der Anlage an. Von Piet Mondrian sind ein Ölgemälde und eine Kohlezeichnung von 1895 bzw. 1899 erhalten.

## Konkurrenzunternehmen
In den 1860er-Jahren existierten in den Niederlanden vier weitere große Stearinkerzenfabriken, eine in Gouda, eine in Schiedam und zwei in Amsterdam:
- Der Mitdirektor der NV Koninklijke Fabriek van Waskaarsen Dirk van den Berg verließ das Unternehmen im Januar 1857 und gründete sechs Monate später mit einem Aktienkapital von 250.000 Gulden die NV Hollandsche Stearinefabriek. Der Erfolg blieb aus, sodass die Produktionsstätte ihre Pforten 1867 wieder schloss.[10]

- 1864 gründeten Amsterdamer Reeder und Seehändler auf der Grundlage eines Stammkapitals von 800.000 Gulden die NV Nederlandsche Palmitinefabriek am Kanal Kostverlorenvaart in Amsterdam-West. 1867 waren 320 Arbeiter beschäftigt. Obwohl das Unternehmen 1870 mit Henri lJssel de Schepper einen neuen Chemiedirektor einstellte, konnte es der Konkurrenz nicht standhalten und wurde 1872 liquidiert. lJssel de Schepper setzte seine Karriere in der Stearin-Kerzenfabrik Gouda fort.[11]

- Ebenfalls 1864 datiert die Gründung einer Stearinproduktionsstätte in Schiedam durch einige Rotterdamer Reeder und Kaufleute. Die NV Stearine-Kaarsenfabriek Rotterdam wechselte 1870 den Besitzer und wurde in NV Stearine-Kaarsenfabriek „Apollo“ umbenannt. Die chemische Leitung des Unternehmens lag in den Händen des Chemikers und Pharmazeuten G.J. Jacobson, der zuvor in der Färberkrapp-Industrie tätig gewesen war.[12] Um 1890 waren etwa 450 Arbeiter beschäftigt. In der Folge der Wirtschaftskrise kam es 1929 zur Fusion mit der Fabrik in Gouda zur NV Koninklijke Stearine Kaarsenfabriek Gouda-Apollo. Die Produktion in Schiedam wurde eingestellt.[13]

- Der erste Konkurrent Brandons hatte sich aus einem 1853 unterbreiteten Vorschlag des Apothekers A.A.G. van Iterson aus Gouda entwickelt. Das Ziel war zunächst, die Maschinen der örtlichen Kartoffelmehl, -sirup und -sagofabrik Schoneveld, Westerbaan & Co. auch in den Sommermonaten auszulasten. Die ermutigenden Ergebnisse mündeten gemäß dem Vorbild Brandons 1858 in die Gründung einer Aktiengesellschaft, der NV Stearine-Kaarsenfabriek „Gouda“. Die Kapitalerhöhung auf 225.000 Gulden war notwendig geworden, um das fortschrittliche Verfahren der Brüsseler Firma De Roubaix, Jenar & Co. einzuführen. Die Methoden fanden auch 1880 unter Direktor IJssel de Schepper noch Anwendung, der Maschinenpark hatte sich jedoch enorm vergrößert.[14] Nacheinander wurden 1901 die Chemische Fabriek in Rotterdam und die Zeep- en Waspoederfirma T.P. Viruly & Co.  in Gouda erworben, 1906 folgte die Koninklijke Fabriek van Waskaarsen in Amsterdam. Die erste Namensänderung hatte 1899 stattgefunden: Anlässlich des Besuchs Ihrer königlichen Majestäten Emma und Wilhelmina im Jahr 1897 war das Prädikat „königlich“ verliehen worden. Aus der Fusion mit der Stearinkerzenfabrik „Apollo“ entstand 1941 die NV Verenigde Stearine Kaarsenfabrieken Gouda-Apollo.[15]

## Arbeit in der Stearinkerzenfabrik
1905 erstellte der niederländische Künstler Jan Toorop zwölf Lithografien, die den Produktionsprozess in der Kerzenfabrik Gouda dokumentieren. Die Serie entstand im Auftrag einer Tochter von Direktor lJssel de Schepper, als Geschenk zu dessen 25-jährigem Jubiläum. Die Originale befinden sich im Eigentum des Unternehmens. Einige lithografische Reproduktionen werden in öffentlich zugänglichen Sammlungen aufbewahrt, wie dem Museum Gouda und dem Museum Helmond.
| Arbeitsschritt            | Litho | Bildtitel: Tätigkeit |
| ------------------------- | ----- | --- |
| 1 Anlieferung             |       | Grondstoffen: Das angelieferte Rohmaterial wird in Holzfässern über eine Schiene in die Fabrikhalle geschoben.                                      |
| 2 Rohmaterial auspressen  |       | Perskamer: Aus dem grob in Form gebrachten Rohmaterial wird das verwendbare Fett herausgepresst.                                                    |
| 3 Wachsteig herstellen    |       | Koekenkamer: Männer gießen das gewonnene Flüssigfett zu lagerfähigen Wachsteigblöcken („Kuchen“).                                                   |
| 4 Wachs kaltrühren        |       | Roeren in de roerkuip: Zur Herstellung der Kerzen werden die Kuchen geschmolzen und dann abgekühlt. So erhält der Wachsteig seine milchweiße Farbe. |
| 5 Dochte flechten         |       | Pitpluisters: Baumwollfäden werden gesponnen, dann geflochten und nach einem Salzwasserbad in die Gießmaschine gespannt.                            |
| 6 Kerzen gießen           |       | Gietsters: Das kalt gerührte Stearin wird in erhitzte Metallformen gegossen und anschließend erneut abgekühlt.                                      |
| 7 Kerzen entnehmen        |       | Gieterij: Frauen lösen die gegossenen Kerzen aus den Formen und entfernen das überschüssige Stearin.                                                |
| 8 Kerzen bearbeiten       |       | Rogneerkamer: Nach dem Trocknen der Kerzen müssen die Fransen am Docht abgetrennt und der Kerzenboden gefräst werden.                               |
| 9 Nachtlichter herstellen |       | Vervaardigen nachtlichten: Für Nachtlichter werden Stearinstangen in Scheiben geschnitten und mit einem Docht versehen.                             |
| 10 Verpackung produzieren |       | Kokerplakkerij: Die Schachteln für die Kerzen werden gefaltet, geklebt und etikettiert.                                                             |
| 11 Kerzen verpacken       |       | Kaarsenpakken: Mädchen verpacken die Kerzen und stapeln die Schachteln.                                                                             |
| 12 Kartons lagern         |       | Magazijn: Ein Mann schiebt einen Wagen mit Tee- und Nachtlichtern in nummerierten Kartons auf einer Schiene.                                        |

Die Lithografien veranschaulichen die einzelnen Arbeitsschritte, nicht jedoch die realen Arbeitsbedingungen der Frauen und Männer in Stearinkerzenfabriken der Jahrhundertwende. Einen Einblick erlaubt die Arbeidsenquête van 1887. Befragt wurde neben vier Arbeiterinnen (siehe Waspitten) auch der ehemalige Fabrikleiter Daniel Sanches. In seiner Erklärung erinnert er sich an die Zustände in der Koninklijke Waskaarsenfabriek im Jahr 1884.
So wie auf den Illustrationen sichtbar, hatten die weiblichen und männlichen Beschäftigten unterschiedliche, streng voneinander getrennte Arbeitsbereiche. Entsprechend unterschiedlich waren auch die Belastungen. Sanches bezeichnete die Arbeit der Frauen als „relativ schwerer und anstrengender“ als die der Männer. Beispielsweise mussten junge Mädchen, die meisten von ihnen zwischen 12 und 16 Jahre alt, nach dem Kerzengießen die 20 bis 30 kg schweren Kisten zu den Sägemaschinen schleppen. Die Arbeitszeiten waren lang, Überstunden an der Tagesordnung. Dafür war der Zustand ihrer Arbeitsräume „zufriedenstellend“. Anders sah es bei den Männern aus, die bei der Azidifikation ätzenden Schwefelsäuredämpfen ausgesetzt waren und häufig über gesundheitliche Probleme klagten. Je nach Wetterlage zogen die Dämpfe beim Lüften nicht ab oder wurden „über die ganze Stadt verteilt“. Noch verschärfend wirkte die künstliche Beleuchtung mit Leuchtgas, das, weil klassisches „Pech“ zu teuer war, aus Abfällen aus der Destillation, hergestellt wurde. Laut Sanches war es nicht nur ineffizient, sondern erfüllte den Raum „mit blauem Rauch, der in den Augen und im Rachen brannte“.

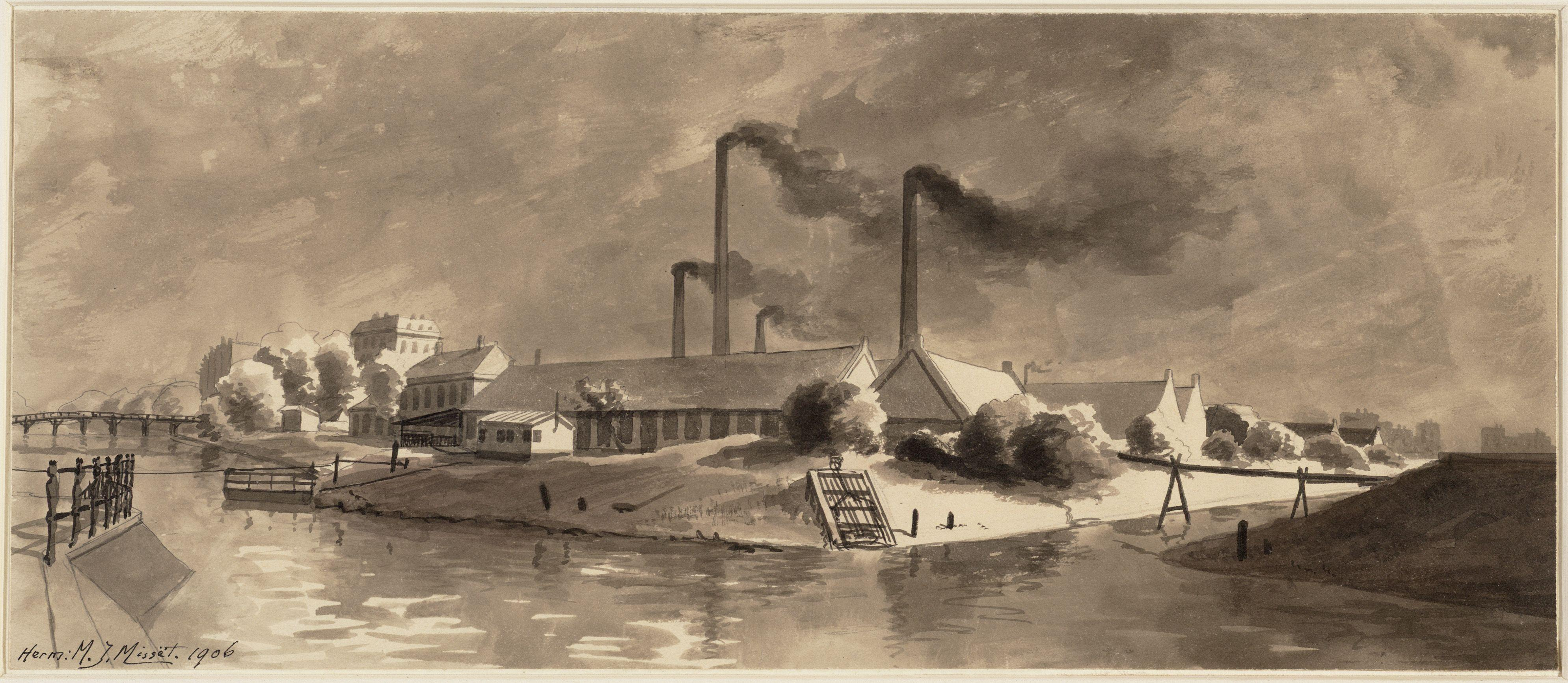
Herman Misset: Wachskerzenfabrik an der Ruysdaelkade (1906)

Durch die Erhebung verbesserten sich die Arbeitsbedingungen etwas. Bereits 1889 wurden die ersten Gesetze verabschiedet, die einen gewissen Schutz gegen die Ausbeutung von Frauen und Kindern in Fabriken und Werkstätten boten. Die übel riechenden Emissionen waren jedoch nach wie vor ein Ärgernis. Sie raubten vor allem den Menschen im Arbeiterviertel De Pijp den Atem, bei Südwind roch man sie sogar in der vornehmen Kalverstraat. Die Erleichterung muss also groß gewesen sein, als die Fabrik im November/Dezember 1906 schließlich abgerissen wurde.